# Задача математичного програмування
Задача математичного програмування (або задача з рівностями та нерівностями) — задача умовної оптимізації, допустима множина якої має вигляд:
{\displaystyle \mathbf {X} =\left\{x\in \mathbf {R} ^{n}|\quad g_{i}(x)\leq 0,\,i=1,\ldots ,k;\,g_{i}(x)=0,\,i=k+1,\ldots ,m;\,x\in P\right\}}
Формально задача математичного програмування записується так:
{\displaystyle {\begin{cases}f(x)\to \min ,&\\g_{i}(x)\leq 0,\,i=1,\ldots ,k,&\\g_{i}(x)=0,\,i=k+1,\ldots ,m,&\\x\in \mathrm {P} &\end{cases}}}
Обмеження з gi називаються функціональними обмеженнями, а x ∈ P — прямим.